# Delina Filkins
Adelia Delina Filkins (nascida Ecker; 4 de maio de 1815 – 4 de dezembro de 1928) foi uma supercentenária americana que foi a primeira pessoa verificada para alcançar as idades de 112 e 113 anos, confirmadamente, tendo falecido com 113 anos e 214 dias. Dada a importância do marco atingido, a sua idade tem sido confirmada por diversas investigações, tendo sempre dado resultado positivo. Só o caso de Jeanne Calment foi mais investigado. A idade de 113 anos só foi alcançada novamente 25 anos mais tarde em 1955 por Betsy Baker.

## Primeiros anos
Delina nasceu em Stark, Nova Iorque, ela foi para a escola até aos 11 anos e depois ficou em casa para trabalhar. Delina passou quase toda a sua vida num raio de 15 km da terra onde nasceu o Condado de Herkimer no estado de Nova Iorque. Seus pais eram de ascendência holandesa. Seu pai, William Ecker (1782–1879), viveu para atingir a idade de 97 anos antes de morrer, enquanto sua mãe, Susanna Harwick Ecker (1786–1865), viveu apenas até os 78 anos.

## Família
Ela se casou com John Filkins (1810–1890) em 1834, o casal teve seis filhos. Apenas dois deles viviam no momento da sua morte: Frank (1855-1933) de 72 anos, e Alonzo (1841-1929) de 86 anos. Ela morreu na casa de seu neto, tendo sido acamada durante três dias antes de sua morte.